# Valeriana rossica
Valeriana rossica là một loài thực vật có hoa trong họ Kim ngân. Loài này được P. Smirn. miêu tả khoa học đầu tiên..